# 峨眉无心菜
峨眉无心菜（学名：Arenaria omeiensis），亦作峨嵋无心菜，为石竹科无心菜属的植物，为中国的特有植物。分布于中国四川峨眉山等地，生长于海拔3,100米的地区，常生长在丛林下，目前尚未由人工引种栽培。